# 阿勒市镇
阿勒市镇（瑞典語：Ale kommun）是瑞典西部西约塔兰省的一个市镇。其治所位于内丁厄努尔。